# Governo Provisório da Trácia Ocidental
Governo Provisório da Trácia Ocidental, mais tarde renomeado para Governo Independente da Trácia Ocidental, foi uma pequena república não reconhecida de curta duração estabelecida na Trácia Ocidental entre 31 de agosto a 25 de outubro de 1913. Abrangia a área circundada pelos rios Maritsa (Evros) no leste, Mesta (Nestos) no oeste, pelas montanhas Ródope no norte e pelo Mar Egeu no sul. Seu território total foi de c. 8.600 km².
Essa administração foi criada após a Segunda Guerra Balcânica quando Trácia Ocidental foi ocupada pelo Império Otomano após o convite dos turcos, gregos e pomacos locais. A Grécia recebeu uma petição semelhante, mas não enviou quaisquer forças para a Trácia.
Foi fundada como um estado autônomo com o apoio otomano, a fim de evitar o domínio búlgaro após o Tratado de Bucareste, no qual os otomanos não haviam participado. Sob pressão britânica, as potências dos Bálcãs e os otomanos assinaram o Tratado de Constantinopla, que satisfez as reivindicações turcas para o reconhecimento da Trácia Oriental. Os otomanos retiraram suas forças e até 25 de outubro, a área foi anexada pela Bulgária.   A área permaneceu parte da Bulgária até 1919, quando foi tomada sob protetorado francês. Foi finalmente anexada pela Grécia em 1920 e tem sido parte desse país desde então, exceto pela ocupação búlgara entre 1941 e 1944. Sua capital foi Gümülcine, atualmente Comotini, na Grécia.